# Néris-les-Bains
Néris-les-Bains es una comuna francesa situada en el departamento de Allier, en la región de Auvernia-Ródano-Alpes.

## Demografía
| 2997 | 2917 | 2836 | 2924 | 2831 | 2708 | 2588 |
| Para los censos de 1962 a 1999 la población legal corresponde a la población sin duplicidades (Fuente: INSEE [Consultar]) |      |      |      |      |      |      |

## Economía
El principal recurso económico de la comuna es el turismo, orientado principalmente a las termas locales. El agua de las termas de Néris-les-Bains es conocida desde hace 1400 años y proviene de tierras volcánicas.